# Marcus Gelpi
Marcus Gelpi (* 16. Februar 2002) ist ein puerto-ricanischer Leichtathlet, der sich auf den Hochsprung spezialisiert hat.

## Sportliche Laufbahn
Erste internationale Erfahrungen sammelte Marcus Gelpi, der im kalifornischen Dixon aufwuchs, bei den 2021 erstmals ausgetragenen Panamerikanischen Juniorenspielen in Cali, bei denen er mit übersprungenen 2,10 m den fünften Platz belegte. Im Jahr darauf gelangte er bei den NACAC-Meisterschaften in Freeport mit 2,16 m den siebten Platz und 2023 wurde er bei den Zentralamerika- und Karibikspielen in San Salvador mit 2,07 m Achter.
2023 wurde Gelpi puerto-ricanischer Meister im Hochsprung.